# Ханиш, Вольфганг
Вольфганг Ханиш (нем. Wolfgang Hanisch; род. 6 марта 1951, Гроскорбета, Вайсенфельс) — немецкий метатель копья, обладатель Кубка Европы, победитель и призёр Кубков мира, призёр чемпионатов Европы и Олимпийских игр.

## Карьера
В 1970 году в Париже Ханиш стал бронзовым призёром чемпионата Европы среди юниоров. Серебряный (1974) и бронзовый (1971, 1978) призёр чемпионатов Европы. Победитель розыгрыша Кубка Европы 1979 года в Турине. Победитель (1979) и серебряный призёр розыгрышей Кубка мира. На летних Олимпийских играх 1980 года в Москве завоевал бронзовую медаль с результатом 86,72 м, уступив советским спортсменам Дайнису Куле (91,20 м) и Александру Макарову (89,64 м). Показанный Хайнишем в 1978 году лучший личный результат (91,14 м) был признан рекордом ГДР.